# Wawrzyniec Wnuk
Wawrzyniec Wnuk, ang. Lawrence (ur. 6 sierpnia 1908 w Witrogoszczy, zm. 6 sierpnia 2006 w Windsor (Ontario)) – polski ksiądz katolicki, Infułat, na emigracji w Kanadzie.

## Życiorys
Podczas wojny więziony w niemieckich obozach koncentracyjnych Auschwitz-Birkenau, Buchenwald, Dachau (KL). Od 1951 w Hamtramck w USA, a od 1957 w Chatham-Kent (Ontario) w Kanadzie, której uzyskał obywatelstwo. W latach 1961–1983 pracował w polskiej parafii w Windsor. Dzięki jego wysiłkom powstał klasztor Urszulanek w Windsor. 22 czerwca 1994 odznaczony Krzyżem Komandorskim Orderu Zasługi Rzeczypospolitej Polskiej.
Pochowany został na cmentarzu Sióstr Urszulanek w Pniewach. Mszy pogrzebowej przewodniczył arcybiskup Stanisław Gądecki, a homilię wygłosił arcybiskup Henryk Muszyński.